# Arena (filme de 2011)
Arena é um filme americano de ação e suspense lançado diretamente em vídeo em 2011. É estrelado por Kellan Lutz e Samuel L. Jackson. As filmagens ocorreram em Baton Rouge, Luisiana.

## Sinopse
Um homem de negócios especialista em estatísticas (Samuel L. Jackson) ergueu um império com seu website brutal de gladiadores que lutam até a morte. Seu novo guerreiro é David Lord (Kellan Lutz), um bombeiro que foi sequestrado, preso e forçado a lutar pela sua vida. Para comprar sua liberdade, Lord concorda em fazer uma série de ataques letais. Mas conforme o número de mortos aumenta, e com sua batalha principal ainda por vir, Lord desencadeia uma carnificina sangrenta e revela um segredo que ameaça derrubar todo o empreendimento.

## Elenco
- Kellan Lutz como David Lord
- Samuel L. Jackson como Logan
- Katia Winter como Milla
- Daniel Dae Kim como Taiga Mori
- Johnny Messner como Kaden
- Nina Dobrev como Lori Lord
- James Remar como Agente McCarty / "Sam"
- Derek Mears como Brutus Jackson